# Pernate
Pernate è un quartiere di 4 200 abitanti del comune italiano di Novara.

## Geografia fisica
La frazione di Pernate sorge a 147 metri sul livello del mare. Confina a nord col comune di Cameri, a sud col comune di Trecate, a ovest col centro di Novara (il confine è segnato dal torrente Terdoppio), a est con i comuni di Galliate e Romentino.

## Storia
A testimonianza delle sue antichissime origini, durante recenti lavori stradali sono stati rinvenuti reperti gallici inerenti a villaggi e a una necropoli. A Pernate vi erano altresì un castello, un monastero e un convento ma, pur conoscendo le loro antiche ubicazioni geografiche, di questi monumenti si sono completamente perse le tracce.
Pernate fu comune autonomo fino all'età napoleonica, quando venne annesso alla città di Novara.

## Economia
L'economia territoriale è largamente legata all'agricoltura (principalmente riso e mais), vi sono poi piccole aziende legate alla tessitura, all'artigianato e all'edilizia e una discreta rete di commercianti al dettaglio.